# Arma de jardim

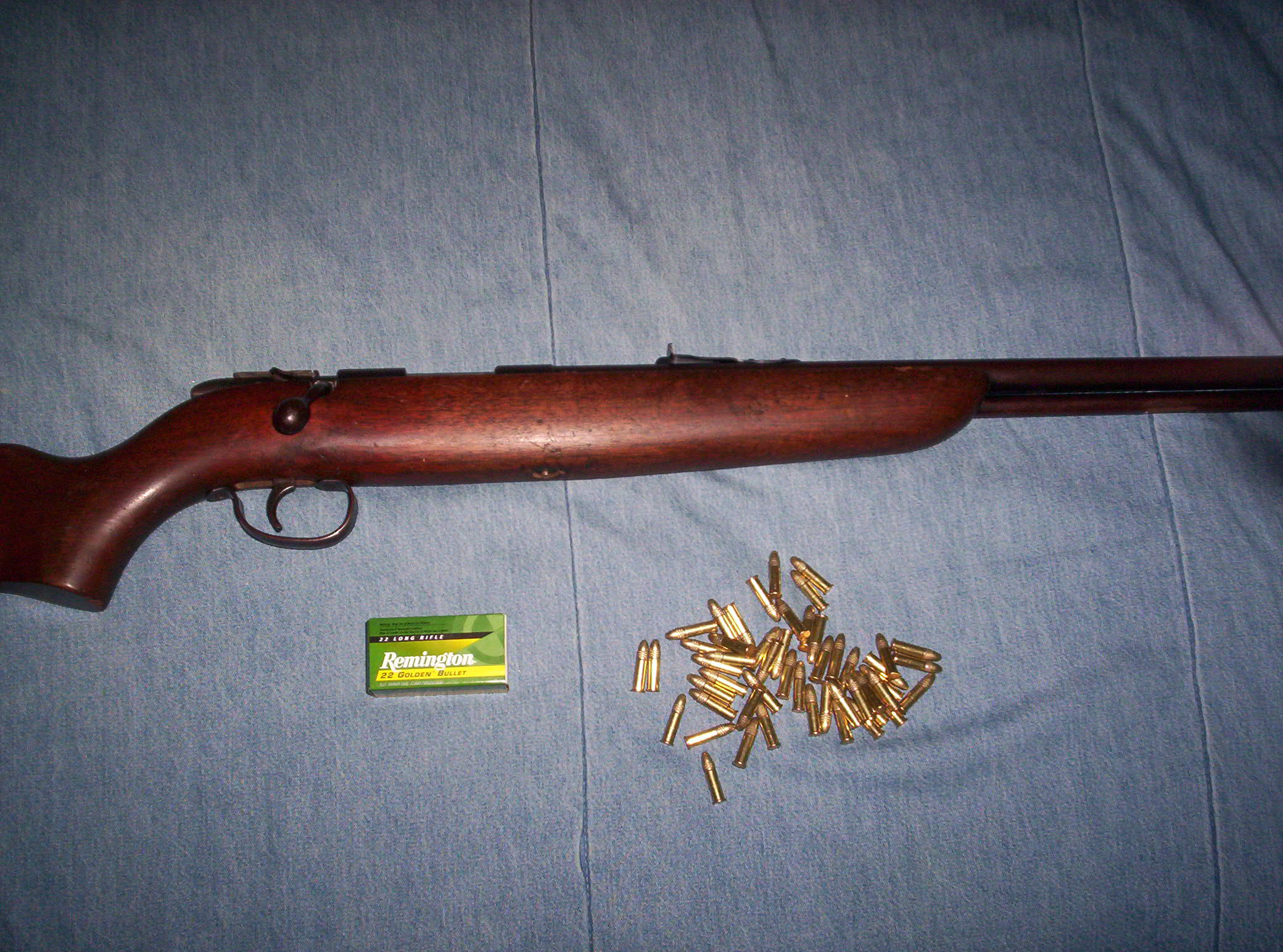
Exemplo clássico de arma de jardim, um Remington Model 512 Sportmaster e sua munição .22 LR

Arma de jardim, é a designação genérica de armas de cano de "alma" lisa, feitas para os calibres: .410, .360; e também as designações por cano: No. 3 (9 mm), No.2 (7 mm), No. 1 (6 mm)-(.22) de fogo circular e usando munição com esferas ("bagos"), e são comumente usados por jardineiros e fazendeiros para controle de pestes. 

## Características e uso

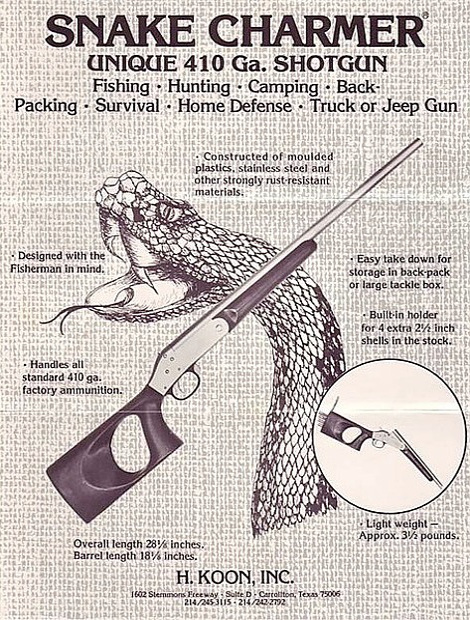
Anúncio da "Snake Charmer" no calibre .410 da H. Koon, Inc.

Armas de jardim, são armas de curto alcance que fazem pouco estrago a mais de 13 a 18 metros, e são relativamente silenciosos quando comparados com cartuchos de fogo central.
Elas eram especialmente efetivas em celeiros e galpões, pois não faziam buracos no teto ou nas paredes, ou mais importante: não causavam ferimentos graves no gado com um ricochete. Eles também são usados em controle de pestes em aeroportos, armazéns, abatedouros, etc.

## Calibres mais populares

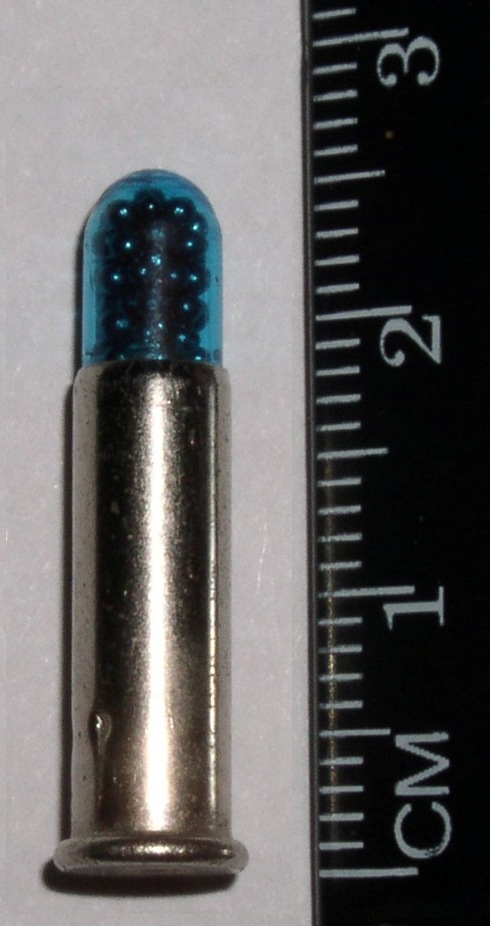
Um cartucho "CCI .22LR snake shot" com "bagos" N° 12.

Em armas de jardim, os calibres mais usados são:
- .22 Long Rifle
- .22 Winchester Magnum Rimfire[3]
- 9mm Flobert
- Calibre .410